# Мы верим
Мы верим (исп. Creemos) — боливийская правая коалиция, состоящая из Христианско-демократической партии и Группы гражданской солидарности. Ранее это был альянс, который выдвинул Луиса Фернандо Камачо своим кандидатом на пост президента на всеобщих выборах в Боливии 2020 года, где он набрал 14 % голосов.

## История
Альянс был создан 23 января 2020 года с целью поддержки кандидата в президенты Луиса Фернандо Камачо на всеобщих выборах в Боливии 2020 года и состоит в основном из наиболее правой, консервативной и христианской оппозиции правительству Эво Моралеса.
Руководитель предвыборной кампании Энрике Бруно заявил, что целью этого альянса является «укрепление демократии, которая является мандатом, данным боливийским народом и вытекающим из борьбы, которая происходила на улицах», имея в виду политический кризис в Боливии в 2019 году.
Камачо занял третье место на выборах с 13,97 % голосов.
9 декабря 2020 года «Мы верим» была зарегистрирована как партия. В 2021 году Камачо был избран губернатором департамента Санта-Крус.